# Davia Ardell
Davia Ardell, née le 17 mars 1975 à Las Vegas, est une actrice de films pornographiques américaine.

## Biographie
Elle débuta dans le X en à l'âge de 20 ans, en 1995, avec le film Hang 'em high.
À partir de 2006 elle joue dans le style MILF.

## Récompenses
- Hot d'or de meilleure actrice américaine en 1997

## Filmographie sélective
- 1995 Anal Cum Queens
- 1996 Buttslammers 12: Anal Madness
- 1997 Buttslammers 15: Unrelenting Anal Lust
- 1998 Ass Openers 17
- 1999 Alley Cats
- 2000 Amazing Ass to Mouth Cumshots
- 2002 Best of Jill Kelly
- 2003 Soak It Up
- 2004 Party Bus Pussy Partrol 3
- 2005 Davia Ardell's Foot Tease
- 2006 Diary of a MILF 1
- 2007 White Water Shafting
- 2008 MILFs In Action
- 2009 Young Mommies Who Love Pussy 6
- 2010 Fuck Mommy's Big Tits 12
- 2011 Fuck To Remember
- 2012 My Mom And My Aunts Lesbian Adventure
- 2013 I Need Some Alone Time
- 2014 Slippery When Wet
- 2015 I Fucked Your Mom Last Night
- 2016 MILF Mayhem (II)